# Romeo Collina
Romeo Collina (* 7. Juni 1953 in Rom) ist ein ehemaliger italienischer Wasserballspieler. Mit der italienischen Nationalmannschaft wurde er Weltmeister 1978 sowie Europameisterschaftsdritter 1977.

## Sportliche Karriere
Bei der Europameisterschaft 1977 spielten die acht teilnehmenden Teams gegen jedes andere Team. Die Italiener gewannen vier Spiele und verloren dreimal, damit wurden sie Dritte hinter den Ungarn und den Jugoslawen.
1978 bei der Weltmeisterschaft in Berlin besiegten die Italiener in der Finalrunde die Mannschaften aus Jugoslawien und aus der Sowjetunion. Am letzten Spieltag trafen die Italiener auf die Ungarn und erreichten ein 4:4. Mit dem Unentschieden gewannen die Italiener die Goldmedaille vor den Ungarn.
Zwei Jahre später belegte Romeo Collina mit der italienischen Mannschaft den achten Platz bei den Olympischen Spielen 1980 in Moskau, wobei er in acht Spielen dabei war und vier Tore warf. Bei der Europameisterschaft 1981 wurden die Italiener Sechste mit einem Sieg und zwei Unentschieden.
Nachdem Collina bei der Weltmeisterschaft 1982 und bei der Europameisterschaft 1983 nicht im Nationalteam gespielt hatte, kehrte er für die Olympischen Spiele 1984 in Los Angeles noch einmal zurück. In sieben Spielen konnte er ein Tor erzielen. Die Mannschaft wurde Siebte, nachdem sie in ihrer Vorrundengruppe hinter der Mannschaft der Bundesrepublik Deutschland und den Australiern nur Dritte geworden war.
Romeo Collina spielte in der italienischen Liga unter anderem für FIAT Turin und für Rari Nantes Bogliasco.